# أوس بن حارثة الطائي
أوْسُ بن حَارِثة بن لأمِ (أو لام) بن عمرو بن ثُمَامَة بن عَمْرو بن طَريف الطَّائِيّ كان سيد قبيلة طيء وسيد من سادات العرب قبل الإسلام، وكان شاعرًا، ويضرب به المثل في الكرم وكان مساوياً لابن عمه حاتم الطائي في الكرم لكن الإعلام لم ينصفه.
وينسب اليه قبيلة بني لام الطائية وبطونها: الفضول، المغيرة، الكثير، الظفير
كان الشعراء ينشدون الشعر في كرمه، قال أبو تمام:
ويقول أحمد بن أبي الحارث الخراز:
اختلفوا في إدراكه الإسلام وإسلامه من عدمه، فقال ابن حجر العسقلاني: «أوس بن حارثة بن لأم مات في الجاهلية، وإنما أدرك الإسلام أحفاده، كعُرْوَة بن مُضَرِّس بن حارثة، وهانئ بن قَبيصة بن أوس. وقد ذكر ابن عبد البر بُحَيْر بن أوس بن حارثة بن لأم، وقال: في إسلامه نظَر.» بينما ذكر ابن الكلبي أن أوس بن حارثة عاش مائتي سنة، حتى هرم، وذهب سمعه وعقله، وكان سيد قومه. وجاء من طريق حُميد بن منهب، عن جده أوس بن حارثة، قال: «أتيتُ النبيُّ ﷺ في سبعين راكبًا من طيئ، فبايعته على الإسلام».